# ساوسکس، نیوبرانزویک
ساوسکس، نیوبرانزویک (به انگلیسی: Sussex, New Brunswick) یک منطقهٔ مسکونی در کانادا است که در نیوبرانزویک واقع شده‌است. ساوسکس ۹٫۰۳ کیلومتر مربع مساحت و ۴٬۳۱۲ نفر جمعیت دارد و ۱۸ to ۱۲۴ متر بالاتر از سطح دریا واقع شده‌است.